# Shin Sang-ok
Shin Sang-ok (en hangul, 신상옥; en hanja, 申相玉; Chongjin, 18 de octubre de 1926 - Seúl, 11 de abril de 2006) fue un productor y director de cine surcoreano, considerado uno de los pioneros de la industria cinematográfica en la península de Corea. A lo largo de su trayectoria dirigió 74 películas entre 1952 y 2004, algunas de ellas rodadas en Estados Unidos, Hong Kong y Japón.
Entre 1978 y 1986 permaneció secuestrado en Corea del Norte junto a su exmujer, la actriz Choi Eun-hee. Durante ese tiempo dirigió siete películas, entre ellas la cinta Pulgasari (1985), hasta que la pareja aprovechó una gira internacional en Austria para solicitar asilo político en la embajada de Estados Unidos, país al que posteriormente emigró. No regresó a Corea del Sur hasta 1994. El gobierno de su país le otorgó la Orden al Mérito Cultural a título póstumo en 2006.

## Biografía

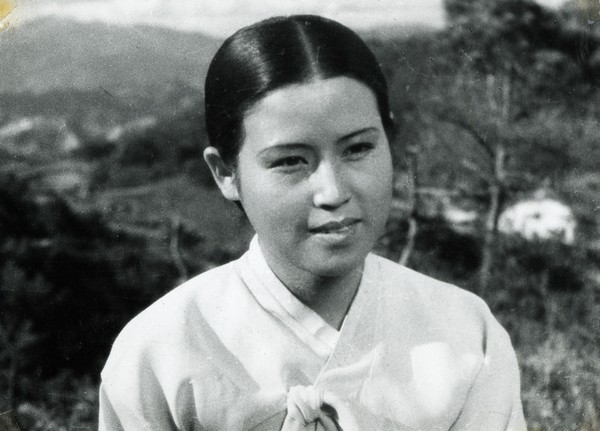
La actriz Choi Eun-hee (1949)

### Primeros años
Shin Sang-ok nació en 1926 en Chongjin, actualmente parte de Corea del Norte, durante la ocupación japonesa de la península. Tras completar la educación básica pudo marcharse a Tokio para estudiar en el Centro de Bellas Artes de Japón, predecesor de la Universidad Nacional de Bellas Artes y Música.

### Inicios cinematográficos (1946-1978)
Años después regresó a Corea del Sur para trabajar en la incipiente industria del cine. En 1946 participó como asistente de producción de Choi In-kyu en la película Viva Freedom!, la primera hecha en el país tras su independencia. Seis años después dirigiría su primera película, Akya (1952). Durante la llamada «época de oro» del cine surcoreano Shin mantuvo un alto ritmo de trabajo e incluso pudo crear una productora, Shin Films, que a lo largo de la década de 1960 participó en más de 300 producciones, entre ellas Prince Yeonsan (1961), ganadora del premio Grand Bell.
En el plano personal contrajo matrimonio con Choi Eun-hee, una de las actrices más populares de la época, con la que permaneció casado hasta 1978.
No obstante, la actividad de Shin se vio truncada durante el gobierno del general Park Chung-hee. Después de acumular fracasos en la década de 1970, el gobierno surcoreano ordenó el cierre de Shin Films.

### Trayectoria en Corea del Norte (1978-1986)

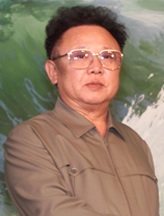
El líder norcorano Kim Jong-il

A los pocos meses de divorciarse Shin Sang-ok recibió la noticia de que su exmujer, la actriz Choi Eun-hee, había sido secuestrada en Hong Kong presumiblemente por agentes norcoreanos. El director hizo un viaje para investigar los hechos pero también terminó siendo retenido y trasladado a Pionyang. Durante ocho años tanto él como la actriz permanecieron en Corea del Norte por orden directa de Kim Jong-il, quien estaba interesado en establecer una industria cinematográfica nacional de carácter propagandístico para reflejar los puntos de vista del Partido del Trabajo de Corea y de la ideología Juche.
Existen diversas versiones sobre su estancia norcoreana. La hipótesis más extendida es que ambos fueron secuestrados y permanecieron retenidos contra su voluntad, para lo cual presentaron pruebas. No obstante el gobierno del país aseguró que ambos habían sido contratados por iniciativa de Kim Jong-il en respuesta al cierre de Shin Films. La pareja negó la versión norcoreana tras huir del país.
Sang-ok dirigió durante esta etapa siete películas, entre 1983 y 1986, en las cuales Kim Jong-il figuraba como productor ejecutivo, y volvió a casarse con Choi Eun-hee a petición de las autoridades norcoreanas. La cinta más popular fue Pulgasari (1985), una aproximación al género kaiju donde la existencia del monstruo planteaba un trasfondo de crítica al capitalismo.
En 1986, Shin y Choi aprovecharon una estancia en Viena para huir de Corea del Norte a través de la embajada de Estados Unidos, en la que permanecieron refugiados durante un tiempo. El gobierno de ese país les concedió asilo político.

### Últimos años (1986-2006)
Después de obtener asilo político, Shin emigró a Estados Unidos y continuó trabajando en la industria cinematográfica bajo el seudónimo «Simon Sheen». Entre sus trabajos más destacados figura la producción ejecutiva de la saga infantil 3 Ninjas. Su alias aparece en los créditos de 3 Ninjas Kick Back (1994), 3 Ninjas Knuckle Up (1995) y 3 Ninjas: High Noon at Mega Mountain (1998), esta última con la colaboración del luchador profesional Hulk Hogan.
No regresó a Corea del Sur hasta 1994 por temor a que las autoridades del país le considerasen un desertor. Continuaría trabajando en la industria cinematográfica surcoreana hasta que en 2004 se sometió a un trasplante de riñón. Dos años después falleció por complicaciones de una hepatitis en un hospital de Seúl. Al día siguiente del deceso, el gobierno de Roh Moo-hyun le concedió la Orden al Mérito Cultural a título póstumo.

## Premios y distinciones
Festival Internacional de Cine de Berlín
| Año  | Categoría                              | Película                          | Resultado |
| ---- | -------------------------------------- | --------------------------------- | --------- |
| 1962 | Oso de Plata (Documental)              | Galapagos – Trauminsel im Pazifik | Ganador   |
| 1962 | Mejor documental adecuado para jóvenes | Galapagos – Trauminsel im Pazifik | Ganador   |